# Tinytrema yarra
Tinytrema yarra is een spinnensoort uit de familie Trochanteriidae. De soort komt voor in het westen van Australië.